# Аджоев, Гурам Захарович
Гура́м Заха́рович Аджо́ев (род. 18 октября 1961, Тбилиси, Грузинская ССР, СССР) — советский и российский футболист и футбольный функционер. Мастер спорта.

## Биография
По национальности курд. Воспитанник ФШ «Юный динамовец» (Тбилиси), первый тренер — Борис Сичинава (1974—1979).
В 1980 году был приглашён играть за «Торпедо» (Кутаиси). На следующий сезон, после удачной игры на предсезонных сборах, приглашён в «Динамо» (Москва), где отыграл 3 сезона.
В 1984 году перешёл в «Спартак» (Москва). Однако в основу не проходил, из-за чего довольно скоро покинул команду.
В 1986 году переехал в Харьков, выступал за местный «Металлист». Вместе с командой добился самого яркого успеха в истории клуба — победы в Кубке СССР 1988. Кроме того, Аджоев был признан лучшим игроком финального матча против «Торпедо». Во всех турнирах за харьковский «Металлист» сыграл 120 матчей, забил 19 голов.
В 1990 году выступал за «Бейтар» (Иерусалим). Из-за сложностей с оформлением разрешения на работу, пропустил период дозаявок, из-за чего пришлось ждать четыре месяца, чтобы выйти на поле. Играть смог только к началу плей-офф. Команда выиграла все встречи и заняла в итоге 9-е место. Аджоеву предлагали продлить контракт, но из-за войны в Персидском заливе решил вернуться в Харьков. За «Металлист» отыграл полтора года, после чего уехал играть в Венгрию за «Диошдьёр». В «Диошдьёре» играл два сезона, после чего вернулся на Украину.
В Харькове планировал создать команду для участия в первенстве Украины, но в итоге не обнаружил никакой поддержки. Переехал в Москву, где хотел поступать в ВШТ. Спустя некоторое время на него вышел Владимир Муханов и предложил играть за «Сатурн» (Раменское), где он играл до 1998 года.
По окончании карьеры некоторое время играл за любительские команды.
Работал тренером, затем директором в футбольной школе МЧС России в Раменском, когда главой МЧС был С. Шойгу. 
С 18 июля 2013 года по 1 июля 2015 года — спортивный директор клуба «Динамо» Москва. Являлся вице-президентом Ночной хоккейной лиги, благодаря чему познакомился, и дружит со многими участниками этой лиги из числа известных российских политиков и бизнесменов. 5 октября 2016 года стал президентом тульского «Арсенала». В клубе в это время числился игроком его сын Гурам, ни разу не сыгравший за команду два полных тайма.
Считается самым влиятельным курдом России.

## Семья
Имеет дочь и двух сыновей.
Сын Гурам — футболист, сын Мамука — футбольный функционер - президент футбольного клуба города,  в котором никогда не жил.

## Достижения
- Обладатель Кубка СССР (1) — 1988 г.
- Серебряный призёр чемпионата СССР (2) — 1984, 1985
- Финалист Кубка Украины (1) — 1992
- Чемпион Спартакиады народов СССР (1) — 1986
- Чемпион Всесоюзных молодёжных игр (1) — 1982

## Еврокубковая статистика по сезонам
| Сезон   | Турнир                   | Команда               | Игры | Голы | Время | Предупреждения |
| ------- | ------------------------ | --------------------- | ---- | ---- | ----- | -------------- |
| 1982/83 | Кубок УЕФА               | «Динамо» (Москва)     | 1    | -    | 45    | -              |
| 1984/85 | Кубок УЕФА               | «Спартак» (Москва)    | 5    | -    | 97    | -              |
| 1987/88 | Кубок УЕФА               | «Динамо» (Тбилиси)    | 2    | -    | 96    | -              |
| 1988/89 | Кубок обладателей кубков | «Металлист» (Харьков) | 4    | 1    | 348   | -              |

Гурам Аджоев — единственный советский футболист, сыгравший в еврокубках за четыре разных клуба СССР.